# Revue d'histoire du fascisme
Revue d'histoire du fascisme fue una revista de ideología neonazi editada en París entre 1972 y 1977.

## Descripción
Descrita como una publicación de ideología neonazi, fue fundada en mayo de 1972, con el título Revue d'histoire du fascisme, promovida por François Duprat, quien fue además su director y editor. Además de Duprat, participaron en sus páginas autores como Thierry Becker, Maurice Bardèche o J. M. Cuzols. Cesó su publicación en 1977.